# ジェフ・レイシー
ジェフ・レイシー（Jeffrey Scott Lacy、1977年5月12日 - ）は、アメリカ合衆国の男性プロボクサー。フロリダ州セントピーターズバーグ出身。元IBF世界スーパーミドル級王者。愛称は“Left Hook”（左フック）。2000年のシドニーオリンピック出場後プロデビュー。
強烈なパンチ力（特に左フック）と積極的な攻撃スタイル、連打の回転の速さを武器に注目を浴びている。体格、風貌、覗き見スタイルから相手の懐に入り回転の速い左右の連打で早いラウンドでKOするボクシングスタイルなどがマイク・タイソンと似ているため、しばしば「小型タイソンのようだ」と評されることがある。しかし、左肩の手術と後述のジョー・カルザゲに完敗して以降は精彩を欠いた。

## 来歴
アマチュアとして210戦のキャリアを積み、2000年シドニーオリンピックにミドル級アメリカ代表として出場し、ベスト8まで進む。
2001年2月2日にプロデビュー。デビュー戦ではジェラルド・ロウに対して1回KO勝ちした。2002年11月にはアンワル・オシャナを2回TKOに下してWBC米大陸スーパーミドル級タイトル獲得。2003年12月にドネール・ウィギンズを8回で下しUSBA全米スーパーミドル級タイトルを獲得。
2004年10月にシド・バンダープールを8回TKOで下してスベン・オットケの引退により空位となったIBF世界スーパーミドル級タイトルを獲得。さらに2005年8月6日にはIBO世界スーパーミドル級王者ロビン・リードと統一戦を行う。この試合に8回TKOで勝利したレイシーはIBF・IBO統一王者となった。
IBF・IBOチャンピオンとなったレイシーは2006年にWBO世界チャンピオンのイギリスのジョー・カルザゲと統一戦を行う。全勝同士のチャンピオンが戦うことになり話題を集めたが、全く良いところ無くカルザゲの連打を浴び続け、KO負け寸前まで追い詰められての12回判定で敗れタイトルを失った。
この一戦でレイシーはそれまでの自信を失い、その後の試合で苦戦を強いられることが増え、2008年11月15日、WBC世界スーパーミドル級挑戦者決定戦で元4団体ミドル級王者ジャーメイン・テイラーに12回判定負けするなどかつての勢いが無くなってしまった。
2009年8月15日、ロイ・ジョーンズ・ジュニアの持つNABO北米ライトヘビー級王座に挑戦し、10回終了TKO負けとなった。
2010年12月11日、ダファー・スミスに12回判定負け。
2013年11月30日、3年ぶりの試合、マーティン・バーディンに3回TKO勝ちで復帰。
2014年7月10日、ウンベルト・サビヌに2回TKO負け。
2015年1月30日、サリバン・バレラに4回TKO負け。

## 獲得タイトル
- WBCコンチネンタル米大陸スーパーミドル級王座
- USBA全米スーパーミドル級王座
- NABA北米スーパーミドル級王座
- IBO世界スーパーミドル級王座
- IBF世界スーパーミドル級王座